# Mapo doufu

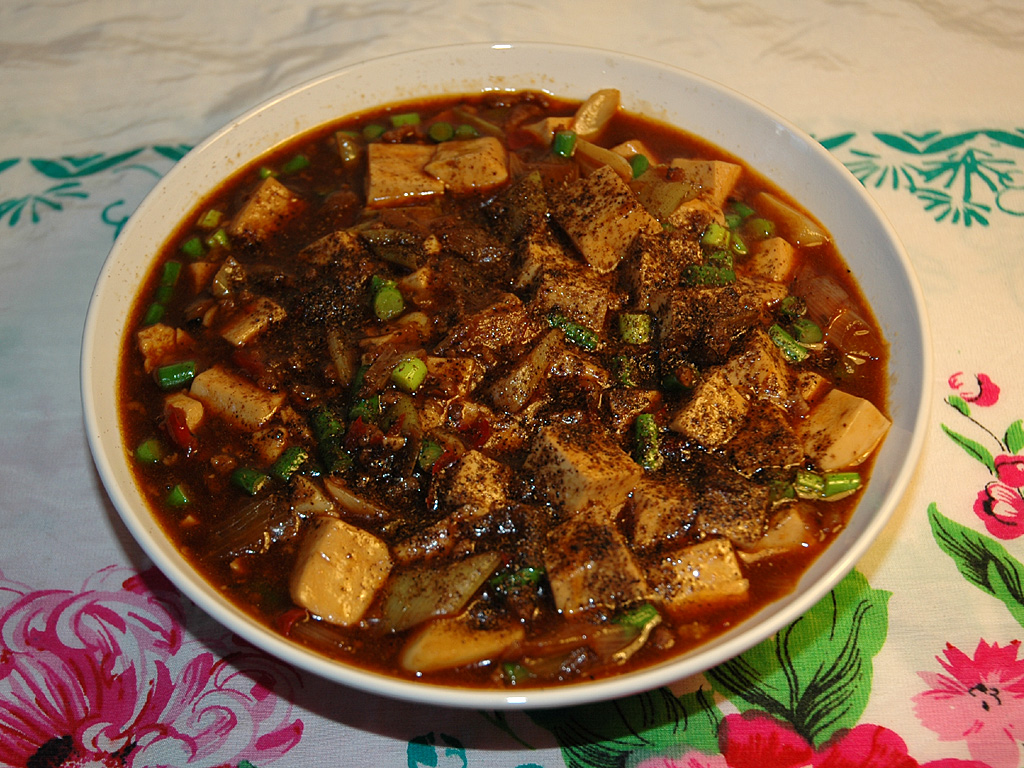
Den koppärriga gummans bönost (mapo doufu), en specialitet från Chengdu rikligt kryddad med Sichuanpeppar

Mapo Doufu (mandarin: 麻婆豆腐; pinyin: Má pó dòu fǔ) är en traditionell och mycket populär kinesisk rätt som stammar ur sichuanska köket. Rätten lagas, som så många andra kinesiska rätter, i wokpanna och serveras över en skål ångat ris. Det finns många varianter på rätten, men traditionellt består den i huvudsak av finmalt fläsk- eller nötkött, silkestofu (mjuk tofu), i en chili- och bönbaserad sås, som toppas eller blandas med stött Sichuanpeppar och vårlök. Resultatet är en röd, (vanligtvis) ganska tunn och oljig komposition.
Namnet "den koppärriga gummans bönost" (mapo doufu) lär komma från ett populärt matställe i 1860-talets Chengdu som hette "Den koppärriga gumman Chens bönostsaffär" (陳麻婆豆腐店),
Utanför Kina, och då i synnerhet i västvärlden, tonas rättens karakteristiska hetta oftast ned för att bättre anpassas till västerländska smaklökar. Traditionellt beredd är den dock mycket stark, och orsakar vanligtvis både stark svettbildning, samt en mycket varm känsla i magen.